# Aleiodes hyphantriae
Aleiodes hyphantriae är en stekelart som först beskrevs av Charles Joseph Gahan 1922.  Aleiodes hyphantriae ingår i släktet Aleiodes och familjen bracksteklar. Inga underarter finns listade i Catalogue of Life.